# 보잉 KC-135 스트래토탱커
보잉 KC-135 스트래토탱커(Stratotanker)는 보잉에서 만들고 미국 공군이 운용하고 있는 공중급유기 겸 수송기이다. KC-97 스트래토탱커를 대체하여 미국 공군의 전략 공중급유기로 사용되고 있다.
KC-135는 보잉 707 여객기의 기반인 보잉 367-80에서 개조한 것이어서, 후기 확장형 보잉 707과 설계가 유사하다. KC-135는 기본적으로 전략 폭격기에 연료를 재급유하는 것이 주 임무였지만, 베트남 전쟁이나 사막의 폭풍과 같은 분쟁 지역에서 공군과 해군의 전술 폭격기나 전투기의 항속거리와 지구력을 확장시키기 위해서 광범위하게 사용되었다.
KC-135는 1957년 미국 공군이 처음 사용한 이후, 50년 넘게 현역으로 계속 사용하고 있는 6개의 고정익 항공기 중 하나이다. 전 세계 항공기 중 50년 넘게 현역으로 사용하고 있는 항공기는 KC-135를 포함해서 투폴레프 Tu-95, C-130 허큘리스, B-52 스트래토포트리스, 잉글리시 일렉트릭 캔버라 그리고 록히드 U-2 이렇게 6개뿐이다.
최대이륙중량 146톤인 KC-135는 최대이륙중량 267톤인 KC-10 익스텐더에 의해 보충되고 있으며, 완전한 대체를 위해 미국 공군은 KC-X 사업을 진행 중이다. 유지 비용의 증가에도 불구하고 연구자들은 대다수의 기체가 기대 비행 한계 시간에 도달하기 전에, 사용 기간 80년에 도달하는 2040년까지 사용할 수 있을 것이라고 결론지었다.

## 보유수
- 미국 - 415대
- 프랑스 - 14대
- 튀르키예 - 7대
- 싱가포르 - 4대

## 제원 (KC-135R)

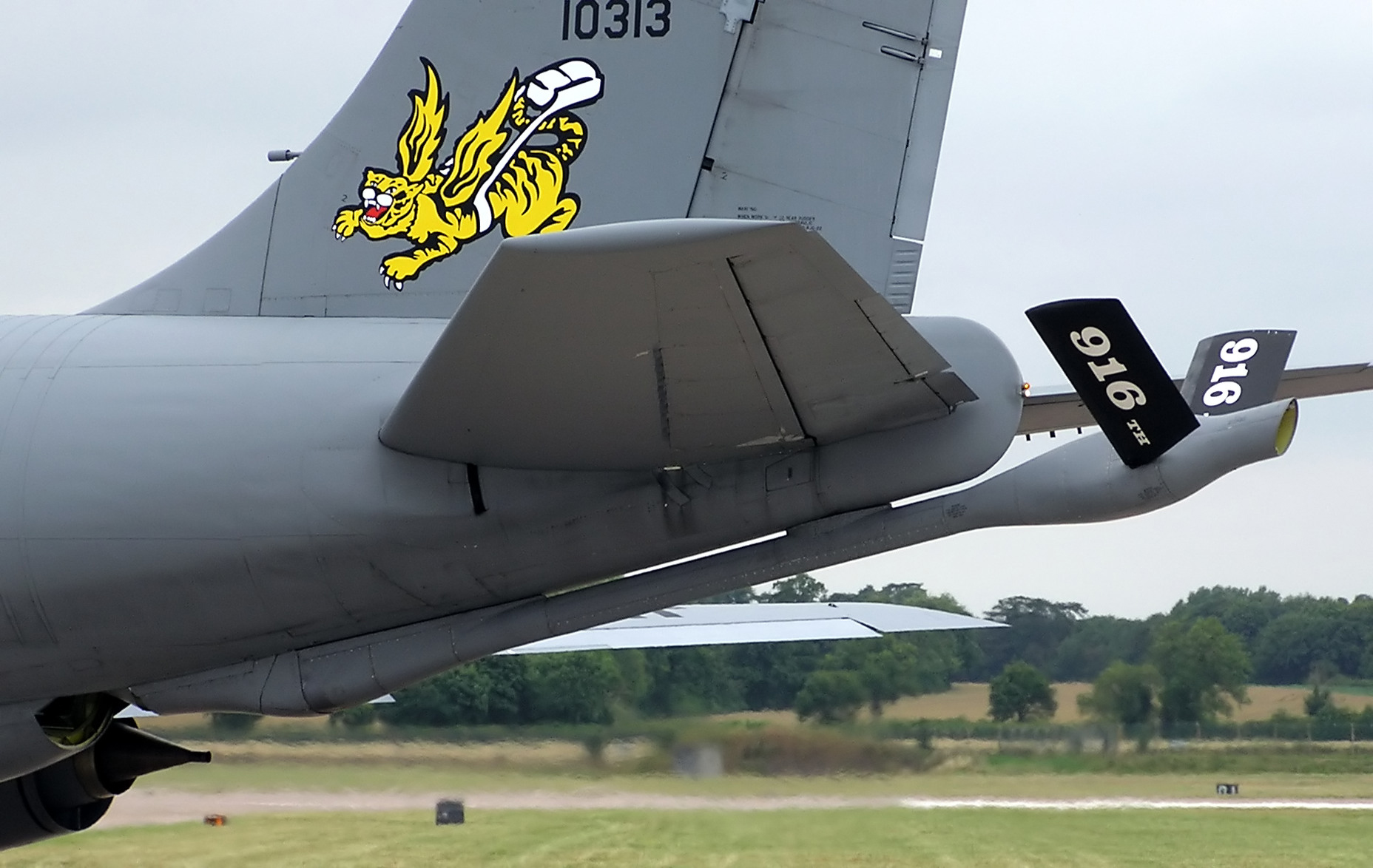
KC-135R 탱커의 급유 꼬리 날개

일반 특성
- 승무원: 3명 (조종사, 부조종사 그리고 급유 담당관) 일부 KC-135 임무에는 추가적인 항해사가 필요할 때도 있다.
- 용량: 37명 탑승객
- 화물탑재량: 83,000 lb (37,600 kg)
- 길이: 136 ft 3 in (41.53 m)
- 날개폭: 130 ft 10 in (39.88 m)
- 높이: 41 ft 8 in (12.70 m)
- 날개면적: 2,433 ft² (226 m²)
- 공허중량: 98,466 lb (44,663 kg)
- 탑재중량: 297,000 lb (135,000 kg)
- 유효탑재량: 200,000 lb (90,700 kg)
- 최대이륙중량: 322,500 lb (146,000 kg)
- 엔진: 4× (R/T) CFM 인터내셔널 CFM56 (F108-CF-100) 터보팬, 21,634 lbf () 각각
- 최대연료적재: 31,275 갤런 (118 kL)

성능
- 최대속도: 580 mph (933 km/h)
- 순항속도: 530 mph
- 항속거리: 1,500 mi (2,419 km) 150,000 lb (68,039 kg)
- 최대항속거리: 11,015 mi (17,766 km)
- 상승한도: 50,000 ft (15,200 m)
- 상승률: 4,900 ft/min (1,490 m/min)

## 같이 보기
관련 개발
- 보잉 367-80
- C-135 스트래토리프터
- C-137 스트래토라이너
- 보잉 707

유사 항공기
- 보잉 KC-767
- KC-10 익스텐더
- 에어버스 A310 MRTT

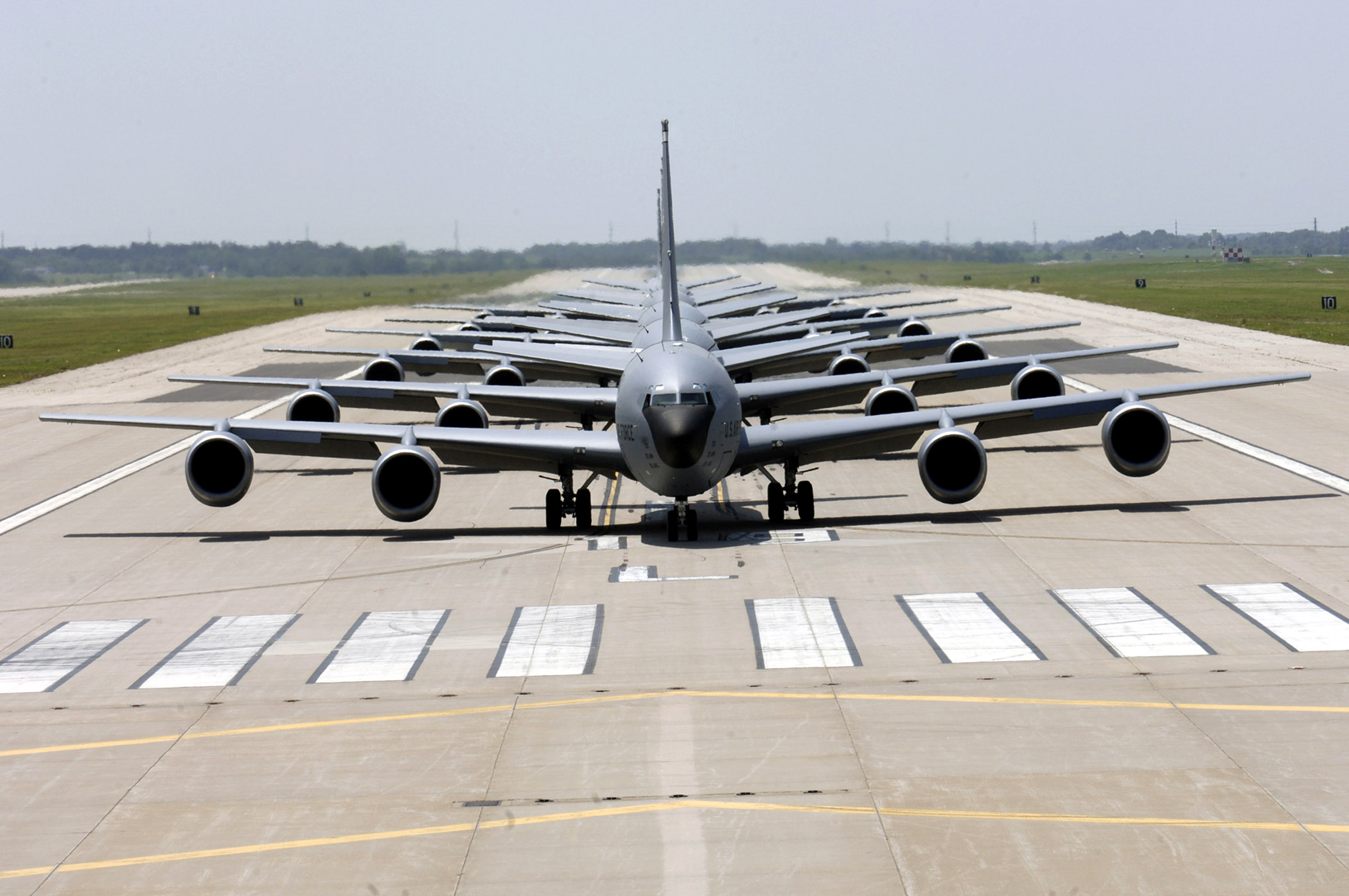
6대의 KC-135 스트래토탱커가 코끼리 걸음(일렬 종대) 대형을 시연하고 있다.

- 에어버스 A330 MRTT (KC-30)
- 노스럽 그러먼 KC-45
- 일류신 Il-78
- KC-130 허큘리스

## 참고 문헌
- Tony Pither, The Boeing 707 720 and C-135, Air-Britain (Historians) Ltd, England, 1998, ISBN 0-85130-236-X.
- Hopkins, III, Robert S. (1997). Boeing KC-135 Stratotanker: More Than Just a Tanker. Leicester, England: Midland Publishing Limited. ISBN 1-85780-069-9.